# Putatgede
Putatgede is een bestuurslaag in het regentschap Kendal van de provincie Midden-Java, Indonesië. Putatgede telt 1839 inwoners (volkstelling 2010).